# MTV Video Music Awards Japan 2003
MTV Video Music Awards Japan 2003 conducidos por el Zeebra y Nana Katase

## Video del Año
- Avril Lavigne — "Complicated"
- Eminem — "Without Me"
- Mr.Children — "Hero"
- Rip Slyme — "Rakuen Baby"
- Hikaru Utada — "Sakura Drops"

## Álbum del Año
- Avril Lavigne — Let Go
- Chemistry — Second to None
- Eminem — The Eminem Show
- Rip Slyme — Tokyo Classic
- Hikaru Utada — Deep River

## Mejor Video Masculino
- Craig David — "What's Your Flava?"
- Eminem — "Without Me"
- Ken Hirai — "Ring"
- Justin Timberlake — "Like I Love You"
- Tamio Okuda  — "Man wo Jishite"

## Mejor Video Femenino
- Avril Lavigne — "Complicated"
- Jennifer Lopez con Styles P y Jadakiss — "Jenny from the block"
- Misia — "Back Blocks"
- Shiina Ringo — "Stem ~Daimyou Asobi hen~"
- Hikaru Utada — "Sakura Drops"

## Mejor Video de Grupo
- Blue — "One Love"
- Bon Jovi — "Everyday"
- Mr.Children — "Hero"
- Oasis — "Little By Little"
- Rip Slyme —  "Rakuen Baby"

## Mejor Artista Nuevo en un Video
- Ashanti — "Foolish"
- Avril Lavigne — "Complicated"
- Minmi — "The Perfect Vision"
- t.A.T.u. — "All The Things She Said"
- The Music — "The People"

## Mejor Video Rock
- Coldplay — "In My Place"
- Dragon Ash — "Fantasista"
- Foo Fighters — "All My Life"
- Red Hot Chili Peppers — "By the Way"
- Sum 41 — "Still Waiting"

## Mejor Video Pop
- Blue — "One Love"
- BoA — "Valenti"
- Ayumi Hamasaki — "Real me"
- Justin Timberlake — "Like I Love You"
- Mr.Children — "Hero"

## Mejor Video R&B
- Ashanti — "Foolish"
- Chemistry — "My Gift to You"
- Craig David — "What's Your Flava?"
- Crystal Kay — "Girl U Love"
- TLC — "Girl Talk"

## Mejor Video Hip-Hop
- Eminem — "Without Me"
- King Giddra — "F.F.B."
- Missy Elliott — "Work It"
- Nelly — "Hot in Here"
- Rip Slyme — "Funkastic"

## Mejor Video Dance
- Kylie Minogue — "Come Into My World"
- Moby — "We Are All Made of Stars"
- Sketch Show — "Turn TurnW
- Supercar — "Yumegiwa Last Boy-Pingpong Self Remix Ver."
- Underworld — "Two Months Off"

## Mejor Video de una Película
- Beyoncé — "Work It Out" (Austin Powers in Goldmember)
- Eminem — "Lose Yourself" (8 Mile)
- King Giddra — "Generation Next" (Kyouki no Sakura/Madness in Bloom)
- Madonna — "Die Another Day" (007 Die Another Day)
- Supercar — "Yumegiwa Last Boy-Pingpong Self Remix Ver."

## Mejor Colaboración
- Crystal Kay con Sphere of Influence y Sora — "3000 hard to say"
- Eve con Alicia Keys — "Gangsta Lovin'"
- Nelly con Kelly Rowland — "Dilemma"
- Rhymester con Crazy Ken Band — "肉体関係 Part.2逆"
- Suite Chic con Firstklas — "Good Life"

## Mejor Actuación en Vivo
- Craig David
- Exile
- Eve
- Kick The Can Crew
- Suite Chic

## Premio Legenda
- Run DMC

- Datos: Q795462